# Dungeon Defenders
Dungeon Defenders é um jogo eletrônico multiplayer desenvolvido pela Trendy Entertainment que combina os gêneros de tower defense e RPG de ação. É baseado em uma demonstração da Unreal Engine chamando Dungeon Defense. O jogo se passa em um ambiente de fantasia no qual jogadores controlam jovens aprendizes de magos e guerreiros para defender um cristal contra hordas de monstros. Dungeon Defenders foi anunciado em 25 de agosto de 2010, e foi lançado para Xbox Live Arcade, PlayStation Network e PC. Suporte para o acessório PlayStation Move está sendo planejado para inclusão na versão para PlayStation Network. Mark Rein, da Epic Games, tinha afirmado que existiria jogabilidade entre as plataformas PlayStation 3 e PlayStation Vita, mas, mais tarde, a Trendy Entertainment anunciou que o port para PSVita foi cancelado. O jogo foi lançado em 19 de outubro de 2011 na Steam.
O título foi um sucesso comercial, vendendo mais de 250.000 cópias nas primeiras duas semanas após lançamento. Até 22 de dezembro de 2011, o jogo vendeu mais de 600 mil cópias mundialmente, em maior parte através do Steam. Até fevereiro de 2012, o distribuidor do jogo anunciou o total de mais de um milhão de cópias vendidas nas plataformas XBLA, PSN e Steam.